# Campagne (Dordogne)
Campagne is een gemeente in het Franse departement Dordogne (regio Nouvelle-Aquitaine) en telt 317 inwoners (2005). De plaats maakt deel uit van het arrondissement Sarlat-la-Canéda.

## Geografie
De oppervlakte van Campagne bedraagt 14,1 km², de bevolkingsdichtheid is 22,5 inwoners per km².
De onderstaande kaart toont de ligging van Campagne (Dordogne) met de belangrijkste infrastructuur en aangrenzende gemeenten.

## Demografie
Onderstaande figuur toont het verloop van het inwonertal (bron: INSEE-tellingen).